# Markus Strömbergsson
Markus Strömbergsson (Gävle, 26 april 1975) is een Zweeds voetbalscheidsrechter. Hij was in dienst van FIFA en UEFA tussen 2006 en 2012. Ook leidde hij van 2003 tot 2017 wedstrijden in de Allsvenskan. Hij is de broer van scheidsrechter Martin Strömbergsson.
Op 24 juni 2006 debuteerde Strömbergsson in Europees verband tijdens een wedstrijd tussen Shelbourne en Vėtra Vilnius in de UEFA Intertoto Cup; het eindigde in 4–0 en de Zweedse leidsman gaf vier gele kaarten, verdeeld over twee spelers, die dus beiden het veld moesten verlaten. Ook deelde hij nog één rode kaart uit. Zijn eerste interland floot hij op 6 juni 2009, toen Azerbeidzjan met 0–1 verloor van Wales. Tijdens dit duel gaf Strömbergsson driemaal een gele kaart.

## Interlands
| Datum            | Plaats              | Wedstrijd                | Uitslag | Competitie           | Kreeg geel | Kreeg voor de tweede keer geel en dus rood | Weggestuurd |
| ---------------- | ------------------- | ------------------------ | ------- | -------------------- | ---------- | ------------------------------------------ | ----------- |
| 6 juni 2009      | Bakoe, Azerbeidzjan | Azerbeidzjan – Wales     | 0 – 1   | WK 2010 kwalificatie | 3          | 0                                          | 0           |
| 7 september 2010 | Keulen, Duitsland   | Duitsland – Azerbeidzjan | 6 – 1   | EK 2012 kwalificatie | 0          | 0                                          | 0           |
| 26 maart 2011    | Tirana, Albanië     | Albanië – Wit-Rusland    | 1 – 0   | EK 2012 kwalificatie | 7          | 0                                          | 0           |